# Flughafen Waterloo

i7
i11
i13
Der Waterloo International Airport  ist ein Regionalflughafen in der Waterloo Regional Municipality in Kanada. Der Flughafen liegt etwa elf Kilometer östlich der Innenstadt von Waterloo und acht Kilometer östlich der Stadt  Kitchener. Der Flughafen besitzt zwei Start- und Landebahnen.

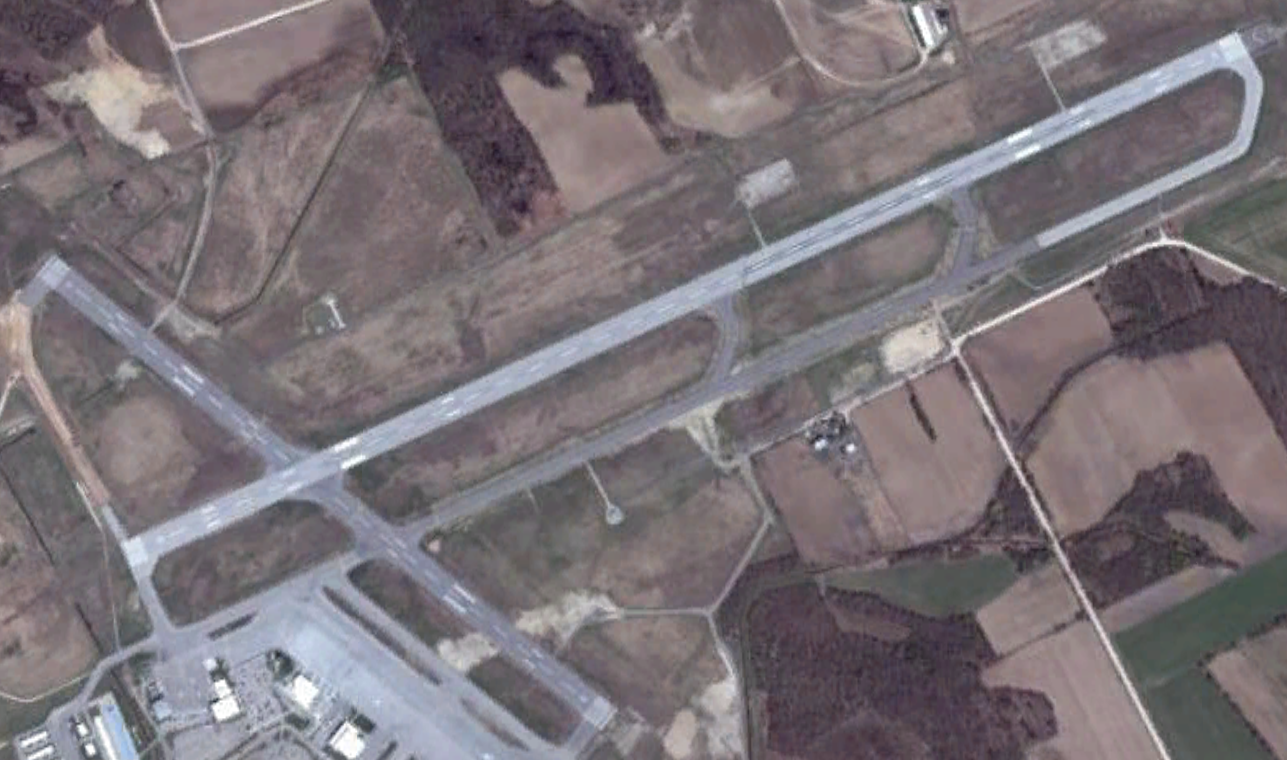
Satellitenbild des Flughafens

Durch Nav Canada wird der Flughafen als Airport of Entry klassifiziert und es sind dort Beamte der Canada Border Services Agency (CBSA) stationiert, damit ist hier eine Einreise aus dem Ausland zulässig.

## Fluggesellschaften und Ziele
| Fluglinie        | Ziel                 |
| ---------------- | -------------------- |
| Sunwing Airlines | Saisonal: Punta Cana |
| WestJet          | Calgary              |
| WestJet          | Saisonal: Orlando    |